# Eugen Leviné
Eugen Leviné (en ruso: Евгений Левине) (San Petersburgo, 10 de mayo de 1883 - Múnich, 5 de junio de 1919) fue un revolucionario comunista alemán de origen judío y líder de la efímera República Soviética de Baviera.

## Biografía
Leviné nació en San Petersburgo en el seno de una familia mercante judía. Su padre murió cuando tenía tres  años de edad, y emigró a Alemania con su madre, instalándose en Wiesbaden y Mannheim . Regresó a Rusia para participar en la fallida revolución de 1905 contra el Zar Nicolas II. Por sus acciones, fue exiliado a Siberia. Finalmente escapó a Alemania y comenzó a estudiar derecho en la Universidad de Heidelberg y, en 1915, se casó con Rosa Broido de la ciudad polaca de Gródek. Tuvieron un hijo, a quien llamaron Eugen. 
Durante un corto tiempo, sirvió en el Ejército Imperial Alemán durante la Primera Guerra Mundial.

### República Socialista de Baviera
Después de terminar la guerra, Leviné se unió al Partido Comunista de Alemania (KPD) y ayudó a crear una república socialista en Baviera, denominada República Soviética de Baviera. Leviné ascendió al poder cuando los comunistas asumieron el control del gobierno, sucediendo a Ernst Toller.
Leviné intentó establecer muchas reformas, tales como dar los pisos más lujosos a las personas sin hogar y darles a los trabajadores el control y la propiedad de las fábricas. También planificó reformas para el sistema educativo y para abolir el papel moneda, ninguna de las cuales completó.
Bajo las órdenes de Leviné, los "Guardias Rojos" comenzaron a acorralar a las personas que consideraban hostiles al nuevo régimen como rehenes. Cuando el presidente alemán Friedrich Ebert dio órdenes de someter a la República Soviética y reinstaurar el gobierno bávaro bajo el ministro-presidente Johannes Hoffmann, los Guardias Rojos ejecutaron a ocho rehenes el 29 de abril de 1919.
El ejército alemán, asistido por los Freikorps, con una fuerza de aproximadamente 39,000 hombres, invadió y rápidamente conquistó Múnich el 3 de mayo de 1919. En represalia por la ejecución de los rehenes, los Freikorps capturaron y mataron a unos 700 hombres y mujeres. El propio Leviné fue arrestado, juzgado por un consejo de guerra, encontrado culpable de las ejecuciones y fusilado en la Prisión Stadelheim.

#### Discurso
Eugen Leviné pronunció el siguiente discurso durante su juicio:
«Los comunistas somos todos hombres muertos de licencia. Soy plenamente consciente de ello. No sé si me prorrogará la licencia o si tendré que unirme a Karl Liebknecht y Rosa Luxemburgo. En cualquier caso, espero su veredicto con compostura y serenidad interior. Porque sé que, sea cual sea su veredicto, los acontecimientos no pueden detenerse...»